# Pućkawa
Pućkawa (biał. Пуцькава; ros. Путьково, Put´kowo; pol. Pućków) – wieś na Białorusi, w obwodzie mińskim, w rejonie berezyńskim, w sielsowiecie Kapłancy.
Pod zaborem rosyjskim wieś i folwark Pućków znajdowały się w gminy Jakszyce, w powiecie ihumeńskim guberni mińskiej. Znajdował się tu majątek Pawlikowskich herbu Cholewa. 
W miejscowym majątku urodził się Michał Kryspin Pawlikowski (1893–1972), wileński dziennikarz, znawca łowiectwa, polski pisarz emigracyjny. 
W 2009 roku liczyła 49 mieszkańców.
Do 2013 r. miejscowość należała do sielsowietu Sieliba.